# Remedios Varo
María de los Remedios Alicia y Rodriga Varo y Uranga, bekend als Remedios Varo (Anglès, 16 december 1908 − Mexico-Stad, 8 oktober 1963) was een Spaans-Mexicaanse surrealistische schilder die bekend staat om haar gedetailleerde en mysterieuze werken die mythologische, wetenschappelijke en surrealistische elementen combineren.

## Stijl
In veel van haar kunstwerken is de vrouw de belangrijkste figuur, als creatieve aanwezige en als krachtig wezen. In haar werk zien we het onderbewuste, droomelementen en losse associaties van verschillende beelden, met een symboliek die zich niet makkelijk laat interpreteren. Varo gebruikte specifieke technieken die haar schilderijen herkenbaar maakten. Zo combineerde ze verschillende elementen op haar doeken, zoals fumage (een techniek die door veel surrealistische kunstenaars, waaronder Salvador Dalí, werd gebruikt om een mystieke sfeer te creëren), een utopische compositie en ze gebruikte evenwichtige kleuren en contrasten. Om haar eigen stempel op haar schilderijen te drukken, creëerde Varo figuren waarvan de gelaatstrekken op die van haarzelf leken. Door de natuur tegenover machines en emoties tegenover logica te plaatsen, creëerde Varo een universum waarin ze verschillende aspecten van zichzelf kon uiten. Op deze manier versmolt ze zichzelf als de kunstenaar, de mysticus, de wetenschapper en het spirituele in één enkele eenheid.

## Biografie

### Jeugd en opleiding
Varo werd geboren in Anglès, een klein stadje in de provincie Girona in het noordoosten van Spanje. Varo's vader was een ingenieur en vanwege zijn werk verhuisde het gezin vaak binnen Spanje maar ook naar Noord-Afrika. Haar vader herkende al snel haar artistieke talenten en liet haar de technische tekeningen van zijn werk kopiëren met hun rechte lijnen, stralen en perspectieven, die ze nauwgezet natekende. Hij moedigde haar aan om onafhankelijk te denken en vulde haar opleiding aan met wetenschappelijke en avontuurlijke boeken, met name de romans van Alexandre Dumas, Jules Verne en Edgar Allan Poe. Naarmate ze ouder werd, voorzag hij haar van teksten over de mystiek en filosofie. Die eerste jaren van haar leven lieten een indruk achter op Varo die ze later zou laten terugkeren als motieven in haar werk. In 1924, op vijftienjarige leeftijd, schreef ze zich in voor een opleiding aan de Escuela de Bellas Artes in Madrid, dat op dat moment onder leiding stond van Manuel Benedito. Deze school legde de nadruk op traditionele academische studie, inclusief het zorgvuldig ontwikkelen van technische artistieke vaardigheden. Varo behaalde haar diploma als tekenlerares in 1930. Zij exposeerde daarnaast in een gezamenlijke tentoonstelling georganiseerd door de Unión de Dibujantes de Madrid. Terwijl ze in Madrid was, maakte Varo kennis met het surrealisme via lezingen, tentoonstellingen, films en theater. Ze bezocht regelmatig het Prado en had bijzondere interesse in de schilderijen van Jhieronymus Bosch, met name diens De tuin der lusten, en in andere kunstenaars, zoals Francisco de Goya. Het werk dat Varo creëerde van 1926 tot 1935 vormde de basis voor haar carrière als kunstenaar, maar werd niet door het publiek gezien.

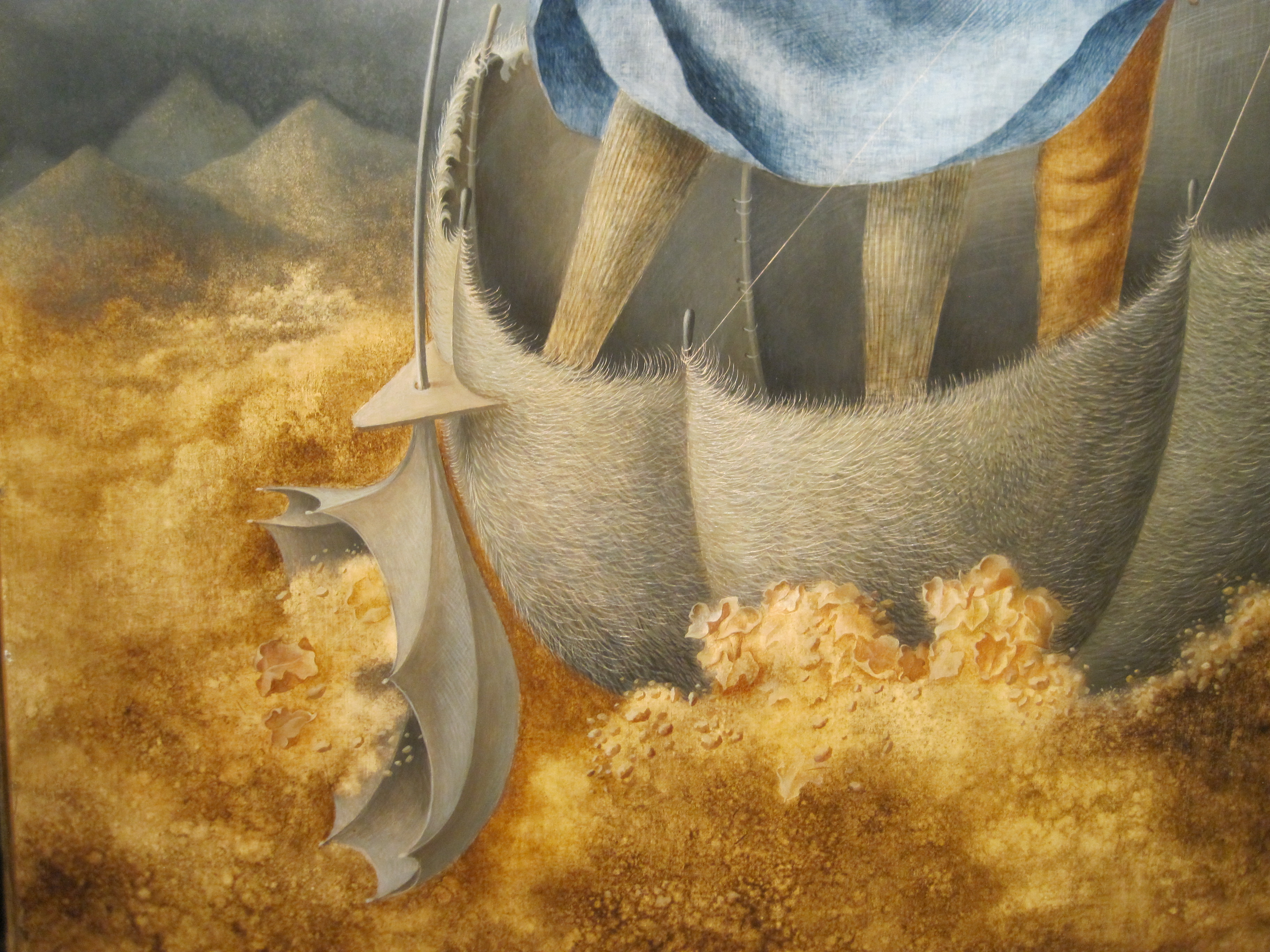
Detail La Huida

Varo ontmoette haar eerste echtgenoot Gerardo Lizárraga terwijl ze studeerde aan de Escuela de Bellas Artes en ze trouwde  in 1930 met hem in San Sebastián. Na een jaar in Parijs te hebben doorgebracht, verhuisde Varo naar Barcelona en vormde haar eerste artistieke vriendenkring met onder andere Josep-Lluis Florit, Óscar Domínguez en Esteban Francés. Varo deelde al snel een studio met Francés, een kunstenaar en activist, in een buurt vol jonge avant-garde kunstenaars. Ze scheidde van haar man en verhuisde terug naar Parijs met Francés en de dichter Benjamin Péret om te ontsnappen aan de Spaanse Burgeroorlog. Franco maakte het haar en andere linkse bannelingen onmogelijk om terug te keren naar Spanje.
Als volwassene sprak Varo niet graag over haar jeugd. Zo zei ze: "Ik wil niet over mezelf praten omdat ik er heilig van overtuigd ben dat het gaat om het kunstwerk en niet om de kunstenaar."
In de laatste jaren van haar leven creëerde ze een drieluik als metafoor voor haar vroege jaren. In het eerste deel, Toward the Tower (1961), stelt Varo zichzelf voor als lid van een groep geüniformeerde meisjes die wegfietsen van een Moeder-overste figuur, een toespeling op het klooster waar ze naar toe ging tijdens haar lagere schooltijd. Moeder-overste wordt vergezeld door een dreigende man en een zwerm vogels. Het meisje in het midden weerstaat het hypnotiserende effect van haar leraren, terwijl die haar schoolgenoten wel in vervoering hebben gebracht. Het centrale beeld van de triptiek, Embroidering the Earth's Mantle (1961), biedt een alternatieve kijk op de schepping die haaks staat op haar conservatieve katholieke opvoeding, iets wat Varo haar hele verdere leven angsten gaf. In het werk zijn kloostermeisjes te zien die gevangen zitten in een toren terwijl ze een verhaal borduren dat wordt gedicteerd door een verhuld gestalte. De figuur roert een kokende vloeistof waardoor de garens tevoorschijn komen. Het laatste paneel, The Escape (1962), stelt haar succesvolle bevrijding voor. Samen met haar geliefde vluchten ze de bergen in.

### Surrealisme
Het was via de dichter Benjamin Péret dat Varo André Breton en diens surrealistische kring ontmoette, waaronder Dora Maar, Roberto Matta, Wolfgang Paalen en Max Ernst. Kort nadat ze in Frankrijk aankwam, nam Varo deel aan de Internationale Surrealistische tentoonstellingen in Parijs en Amsterdam in 1938. Ze maakte ook tekeningen voor het Dictionnaire abregé du surrealisme. Haar werk werd gepubliceerd in tijdschriften zoals Trajectoire du Rêve, Visage du Monde en Minotaure. Aan het eind van 1938 deed ze met Breton en Péret mee aan een serie gezamenlijke werken, Jeu de dessin communiqué (Spel van Gecommuniceerde Tekening). Dit spel begon met een tekening die aan iemand werd getoond gedurende 3 seconden, waarna die persoon probeerde te tekenen wat hij/zij had gezien. De cyclus ging verder met het doorgeven van de tekening aan de volgende persoon, enzovoort. In vergelijking met haar latere tijd in Mexico produceerde ze heel weinig werk tijdens haar verblijf in Parijs. Dit kwam mogelijk door haar jonge leeftijd en het feit dat vrouwen destijds niet serieus werden genomen als surrealistische kunstenaars. Ze zei later over die tijd:
"Ik ging naar die vergaderingen waar er veel gedebatteerd werd en ik leerde er verschillende dingen en soms deed ik mee met hun tentoonstellingen; ik was echter niet oud genoeg en miste de moed om oog in oog te staan met mensen als Paul Éluard, Benjamin Péret of André Breton. Ik stond daar met open mond tussen deze briljante en getalenteerde mensen. Ik voelde me met hen verbonden. Tegenwoordig hoor ik bij geen enkele groep; ik schilder gewoon wat in me opkomt en dat is alles."

### Mexico
In 1940, na het uitbreken van de Tweede Wereldoorlog, werd Péret gevangen gezet door de Franse regering vanwege zijn politieke overtuigingen en omdat ze zijn partner was werd ook Varo gevangengezet. Een paar dagen nadat Varo werd vrijgelaten, vielen de Duitsers Parijs binnen en werd Varo gedwongen om zich bij de andere vluchtelingen aan te sluiten die de stad verlieten. Péret werd kort daarna bevrijd en de twee vluchtten zuidwaarts naar Marseille. Op 20 november 1941 ging Varo, samen met Péret en Rubinstein, in Marseille aan boord van de Serpa Pinto om het door de nazi's gedomineerde Europa te ontvluchten. De oorlog liet diepe wonden bij haar achter.
"In Europa was het voor mij onmogelijk om te schilderen te midden van zoveel angst. In dit land heb ik de rust gevonden die ik altijd heb gezocht."
In Mexico ontmoette ze regelmatig andere Europese kunstenaars Frida Kahlo en Diego Rivera. De sterkste band had ze echter met andere immigranten, met name Kati Horna en Leonora Carrington. Het werk van de drie kunstenaars is nauw met elkaar verbonden. Varo en Carrington hadden vaak vergelijkbare onderwerpen en motieven in hun kunst; Horna maakte foto's van Carrington, Varo en hun partners. Maar ze werkten ook samen, waardoor hun kunst in elkaar overliep. Horna maakte bijvoorbeeld in 1957 foto's van Varo met een masker dat gemaakt was door Carrington. In Carringtons schilderijen zie je vaak een groep van drie heksachtige figuren in de keuken, bijvoorbeeld in The House Opposite (1945) of Three Women and Crows at the Table (1951). De drie kunstenaars scheidden zelden hun kunst van hun privéleven.
De vriendschap tussen Carrington en Varo is goed gedocumenteerd. Carrington schreef dat de aanwezigheid van Varo in Mexico haar hele leven veranderde. Ze deelden een interesse in alchemie en occultisme, en verkenden samen mystieke ideeën. Ze vonden inspiratie in alledaagse plekken als de keuken en de tuin, waar vrouwen vaak toe beperkt werden. In hun schilderijen kregen deze plekken een mystieke betekenis, waarbij alledaagse dingen vermengd werden met mysterie. De twee vrouwen brachten uren door aan de keukentafel en bespraken allerlei onderwerpen, van Jung tot aan de Tarot.
In 1949 keerde Varo terug naar Mexico, waar ze een relatie kreeg met de Oostenrijkse politieke vluchteling Walter Gruen, die concentratiekampen had doorstaan voordat hij uit Europa ontsnapte. Gruen geloofde in Varo's talent en hij gaf haar de economische en emotionele steun die haar in staat stelde zich volledig te concentreren op haar schilderkunst. In 1952 trouwden ze. Zijn financiële stabiliteit stelde Varo in staat te stoppen met werken als commercieel illustrator, zodat ze meer tijd had om zich toe te wijden aan haar schilderkunst. Het grootste deel van Varo's kunstwerken werd geproduceerd in de periode 1953–1963. In 1955 opende Varo haar eerste solotentoonstelling in de Galería Diana in Mexico-Stad, die goed werd ontvangen. Haar tweede tentoonstelling was in de Salón de la Arte de Mujer in 1958.

### Overlijden
Varo overleed onverwacht aan een hartaanval in 1963. Ze was toen 54 jaar en op het hoogtepunt van haar carrière.
- Bibsys: 90303925
- Biblioteca Nacional de España: XX1067122
- Bibliothèque nationale de France: cb15589838f (data)
- Catàleg d'autoritats de noms i títols de Catalunya: 981058514959306706
- CiNii: DA09189948
- Gemeinsame Normdatei: 118938169
- International Standard Name Identifier: 0000 0001 2136 9147
- Library of Congress Control Number: n81028243
- Bibliotheek van het Japanse parlement: 00476550
- Nationale Bibliotheek van Tsjechië: jx20100630009
- Nationale Bibliotheek van Israël: 987007507966105171
- Nederlandse Thesaurus van Auteursnamen: 073823171
- Réseau des bibliothèques de Suisse occidentale: 02-A003932939
- RKD-Nederlands Instituut voor Kunstgeschiedenis: 221975
- SNAC: w64z61w2
- Système universitaire de documentation: 120686090
- Union List of Artist Names: 500112426
- Virtual International Authority File: 64806772
- WorldCat: E39PBJfGXjwGMyD9h89778vrbd